# Metapont

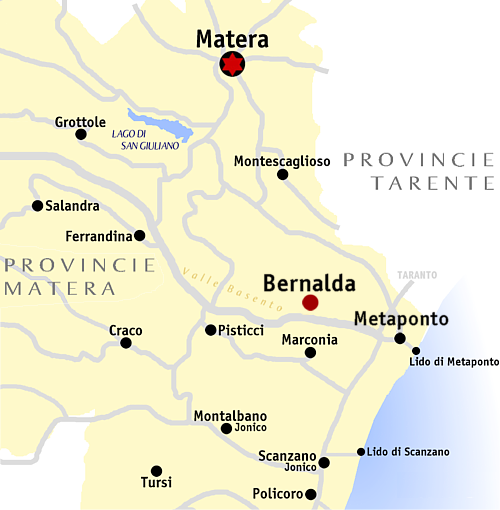
Lage von Metaponto

Metapont (altgriechisch Μεταπόντιον Metapóntion, lateinisch Metapontum) war eine im Rahmen der griechischen Kolonisation von achäischen Siedlern am Golf von Tarent gegründete Kolonie. Der Sage nach wurde sie von Epeios, dem Erbauer des Trojanischen Pferdes, gegründet. Vom antiken Metapont existieren nur noch Ruinen. Der heutige Ort Metaponto gehört zur Gemeinde Bernalda in der Provinz Matera. Er liegt südöstlich von Bernalda wenige Kilometer vom Meer entfernt (Lido di Metaponto). Metaponto beherbergt das Museo Archeologico Nazionale di Metaponto, wo neben prähistorischen Relikten aus der Region die Fundstücke aus der Zeit der Magna Graecia zu besichtigen sind. In der Nähe befindet sich das Ruinenfeld Parco Archeologico dell’Area Urbana di Metaponto mit den Überresten eines antiken Theaters und mehrerer Tempel. Den berühmten „Hera-Tempel Tavole Palatine“ sucht man aber vergebens hier, weil er sich nicht hier befindet, sondern direkt bei der Autobahnausfahrt Tavole Palatine Richtung Tarent.

## Geschichte
Metapont stand im Schatten des ungefähr 50 km weiter östlich gelegenen Tarent. Wie andere Griechenstädte Süditaliens befand es sich in militärischen Konflikten mit den Italikern. Im späten 6. Jahrhundert v. Chr. lebte der Philosoph Pythagoras von Samos in Metapont; damals war die Stadt das Zentrum der Pythagoreergemeinschaft. Im 4. Jahrhundert v. Chr. musste es sich mit der Expansionspolitik der Stadt Syrakus unter Dionysios I. auseinandersetzen, der die Hegemonie über die Griechenstädte in Italien (Magna Graecia) gewinnen wollte. So schloss sich Metapont mit den anderen Städten im Italiotischen Bund gegen Dionysios zusammen; nach der Niederlage in der Schlacht am Elleporus akzeptierte man aber notgedrungen die syrakusanische Machtstellung. Nach dem Sieg der Römer im Tarentinischen Krieg 272 v. Chr. gehörte Metapont zum Römischen Reich.
Am Ende des dritten Jahrhunderts vor Christus war die Stadt großteils verlassen. Seit dem Mittelalter wurden die Häuser der verlassenen Stadt als Steinbruch genutzt.

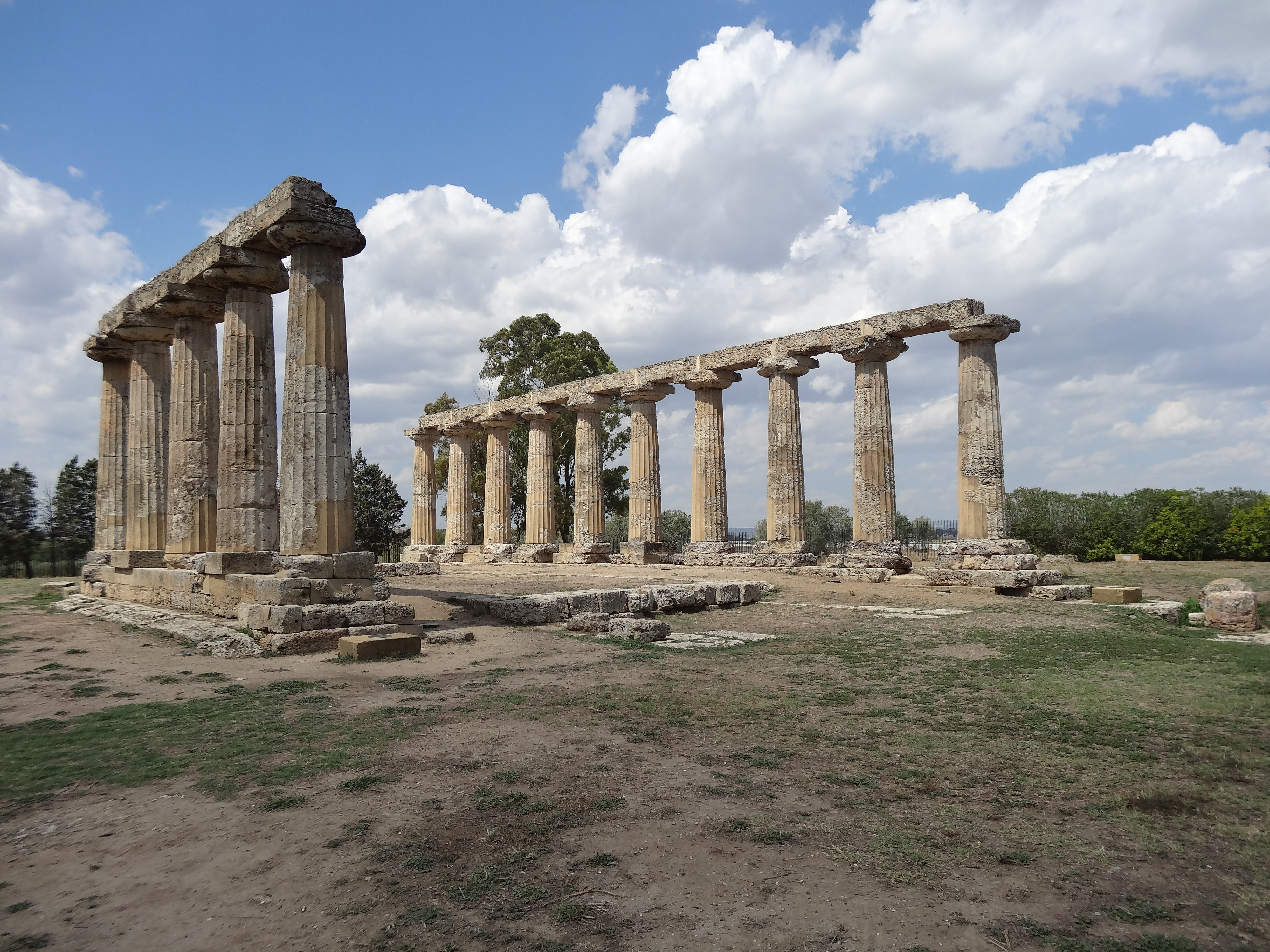
Heratempel Tavole Palatine bei Metaponto (8 km von Ausgrabungsstätte entfernt)
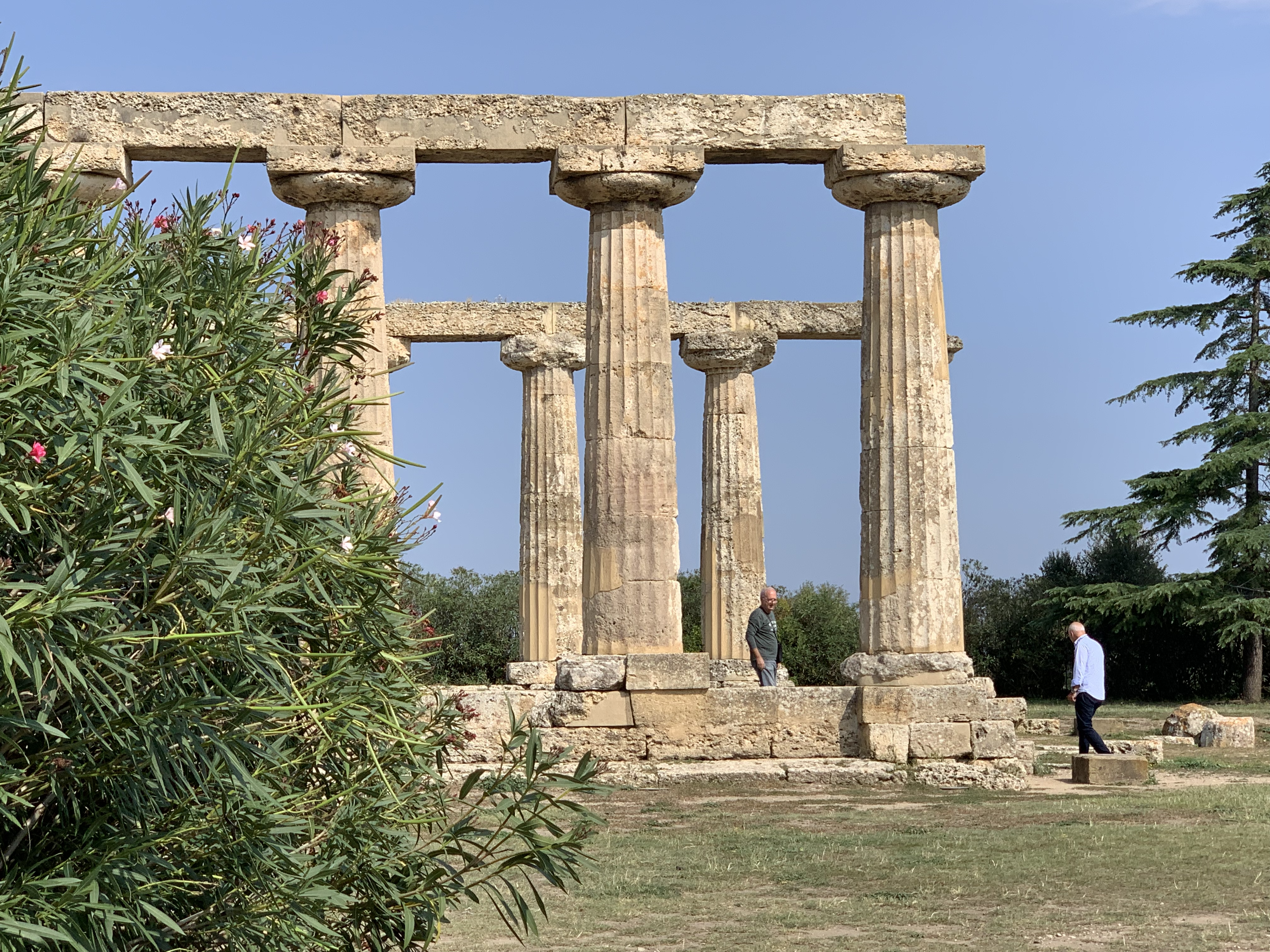
Historischer griechischer Hera-Tempel (Tavole Palatine) bei Metaponto (7 km entfernt)
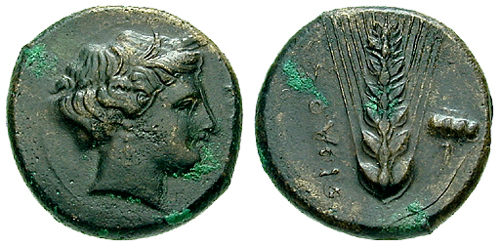
Münze aus Metapont, circa 425–350 vor Christus.